# Valentina Parisse
Valentina Parisse (* 1989 in Rom) ist eine italienische Popsängerin.

## Werdegang
Parisse lebte eine Zeit lang in Kanada. Ende 2011 veröffentlichte sie in Italien das englischsprachige Debütalbum Vagabond, im Vertrieb von Sony. Nach Auftritten in Italien begann sie, auch italienischsprachige Musik aufzunehmen. 2018 wechselte sie zu Universal Music. Als Songwriterin arbeitete sie unter anderem mit Renato Zero und Michele Zarrillo zusammen. Von 2019 bis 2021 war sie Teil der 100-köpfigen Musikjury in der Fernsehshow All Together Now auf Canale 5.

## Diskografie
Alben
- Vagabond (Lab/Sony; 2011)

Singles
- 2010: Feel Like Runnin’
- 2011: That’s the Way It Goes
- 2011: My Baby’s Gone
- 2012: Upside Down
- 2013: Don’t Stop
- 2014: Sarà bellissimo
- 2018: Tutto cambia
- 2019: Dannata lotta
- 2020: Ogni bene (feat. Space One)
- 2021: Proteggi
- 2021: Estate killer
- 2022: Animali
- 2022: Vischio
- 2023: Sahara

## Belege
1. ↑  Valentina Parisse: si intitola ‘Vagabond’ il disco d’esordio. In: Rockol.it. 9. September 2011, abgerufen am 3. Dezember 2022 (italienisch).
2. ↑  Maria Carmela Furfaro: Valentina Parisse, chi è la cantante? In: DonnaPOP. 30. Juni 2022, abgerufen am 3. Dezember 2022 (italienisch).

| Personendaten    | Personendaten            |
| ---------------- | ------------------------ |
| NAME             | Parisse, Valentina       |
| KURZBESCHREIBUNG | italienische Popsängerin |
| GEBURTSDATUM     | 1989                     |
| GEBURTSORT       | Rom                      |